# STSAT-2C
STSAT-2C – południowokoreański sztuczny satelita, mający na celu testowanie nowych technologii, operowany przez KARI, miał pracować przez rok. Jest to satelita środowiskowy.
Satelita został wystrzelony podczas trzeciego lotu rakiety Naro-1 30 stycznia 2013, i w przeciwieństwie do satelitów STSAT-2A (2009) i STSAT-2B (2010) dotarł on szczęśliwie na orbitę.